# Bakenberg (Mönchgut)
Der Bakenberg (nach Bake) ist mit etwa 66 m ü. NHN neben dem Zickerberg die höchste Erhebung der Halbinsel Mönchgut auf der Insel Rügen.
Er liegt auf dem Gebiet der Gemeinde Mönchgut nördlich der Ortschaft Groß Zicker, südlich der Ortschaft Gager und zentral in der Teilfläche Zicker des Naturschutzgebietes Mönchgut. Von Groß Zicker führt ein beschilderter Wanderweg auf die grasige Kuppe hinauf.
Auf dem Plateau befand sich bis 1999 ein Gebäude zur Wasserversorgung der beiden umliegenden Orte.
Im April 2020 stellte der örtliche Pfarrer ein “Corona-Kreuz” auf, das im Juni 2023 abgesägt wurde.